# Phaonia angustifuscata
Phaonia angustifuscata este o specie de muște din genul Phaonia, familia Muscidae, descrisă de Xue și Liang în anul 1990. Conform Catalogue of Life specia Phaonia angustifuscata nu are subspecii cunoscute.